# Charles Tait

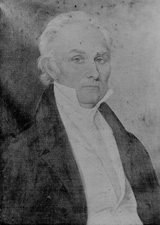
Charles Tait

Charles Tait (* 1. Februar 1768 im Hanover County, Colony of Virginia; † 7. Oktober 1835 bei Claiborne, Alabama) war ein US-amerikanischer Jurist und Politiker (Demokratisch-Republikanische Partei), der den Bundesstaat Georgia im US-Senat vertrat.
Charles Tait, der auf dem Gebiet der heutigen Stadt Hanover geboren wurde, zog im Jahr 1783 mit seinen Eltern nach Georgia, wo sich die Familie in Petersburg niederließ. Als junger Mann schloss er seine Schulbildung 1787 auf der Wilkes Academy, einer Privatschule in der Stadt Washington, und 1788 auf dem Cokesbury College in Abingdon (Maryland) ab.
Auf diesem College war Tait in der Folge auch von 1789 bis 1794 als Französisch-Dozent tätig. Er studierte während dieser Zeit überdies die Rechtswissenschaften und wurde 1795 in die Anwaltskammer von Georgia aufgenommen. Danach war er bis 1798 Mitglied des Lehrstabes und zeitweise auch Rektor der Richmond Academy in Augusta, ehe er sich auf den Anwaltsberuf konzentrierte und im Elbert County als Jurist praktizierte. Von 1803 bis 1809 amtierte er außerdem als Richter am Kreisgericht für den westlichen Distrikt von Georgia.
Nach dem Rücktritt von US-Senator John Milledge am 14. November 1809 wurde Charles Tait zu dessen Nachfolger gewählt. Er zog am 27. November desselben Jahres in den Kongress ein und verblieb dort nach einer Wiederwahl im Jahr 1813 bis zum 3. März 1819. Während dieser Zeit führte er unter anderem den Vorsitz im Marineausschuss (Committee on Naval Affairs). Nach seinem Abschied aus dem Senat zog er ins Wilcox County in Alabama. Präsident James Monroe ernannte ihn zum Richter am Bundesbezirksgericht für diesen Staat, was er von 1820 bis zu seinem Rücktritt im Jahr 1826 blieb. Danach betätigte er sich bis zu seinem Tod als Pflanzer auf seinem Landsitz im Monroe County; eine ihm angetragene diplomatische Mission in Großbritannien lehnte er 1828 ab.